# Saint-Sulpice-de-Pommiers
 Saint-Sulpice-de-Pommiers  là một xã thuộc tỉnh Gironde trong vùng Aquitaine tây nam nước Pháp. Xã này nằm ở khu vực có độ cao trung bình 84 mét trên mực nước biển.